# Me and My Girl
Me and My Girl ist ein Musical in zwei Akten mit der Musik von Noel Gay. Buch und Gesangstexte schrieben L. Arthur Rose und Douglas Furber.
Me and My Girl wurde am 16. Dezember 1937 im Victoria Palace Theater in London uraufgeführt und mit 1646 Vorstellungen zum erfolgreichsten britischen Musical der 1930er Jahre.

## Handlung
1. Akt 

Das Musical Me and My Girl beginnt im ersten Akt damit, dass eine fröhliche reiche Gesellschaft mit einem Automobil von London aufs Land fährt.
Dort erwartet man die Ankunft des langvermissten Erben der Grafschaft.
Lady Jacqueline Carstone, die mit ihrem Cousin Gerald Bolingbroke verlobt ist, erwartet am gespanntesten die Ankunft, da sie den Erben und somit den Titel für sich gewinnen will, koste es, was es wolle.
Der Familienanwalt Herbert Parchester berichtet beim Familienrat vom unglücklichen Schicksal des dreizehnten Earls: dieser hatte damals in seiner Jugend unstandesgemäß geheiratet, aber er hatte sich dann von seiner Frau getrennt, noch bevor der gemeinsame Sohn geboren worden war. Die Frau starb früh und dann ist der Earl auch noch verstorben, deswegen soll der Titel nun an den rechtmäßigen Erben übergeben werden. Diesen Erben hatte Herbert Parchester schon längst ausfindig gemacht und dieser wartet nun draußen. Allerdings gibt es eine Bedingung: der Erbe muss als würdig und tauglich von zwei Testamentsvollstreckern anerkannt werden, nämlich von Maria, Herzogin von Dene und Schwester des Verstorbenen, und von Sir John Tremayne, einem alten Freund der Familie.
Bill Snibson tritt auf und bringt die gesamte feine Gesellschaft durcheinander, da er ganz anders ist, als ihn sich alle vorgestellt hatten: er kommt aus dem Arbeiterviertel Lambeth, ist ein Cockney und hat sein Girl Sally gleich mitgebracht.
Die Herzogin beschließt, aus dem einfachen Marktjungen Bill einen perfekten Gentleman zu machen. Sally wird im nahe gelegenen Dorfgasthaus untergebracht und Jacquie versucht alles um Bill zu erobern.
Sir John versucht Sally davon zu überzeugen, dass sie beide (Bill und Sally) zurück nach Lambeth gehen sollen. Sally jedoch beschließt aus Liebe zu Bill auf ihn zu verzichten.
Vor der Willkommensparty für den neuen Earl warten alle auf Bills Auftritt. Dieser erscheint in eleganter Abendgarderobe und überzeugt alle mit perfektem Oxford-Englisch. Plötzlich taucht Sally zusammen mit Bills alten Freunden aus Lambeth auf und versucht ihn durch ihr grobes Auftreten davon zu überzeugen, dass sie gar nicht mehr zu ihm passt. Bill jedoch durchschaut ihren Plan und erkennt, dass er nicht zu dieser feinen Gesellschaft gehört: In Mayfair geht man anders als in Lambeth.
Der erste Akt endet damit, dass Bill die Adligen und die Cockneys in den Lambeth Walk führt.
2. Akt

Der nächste Tag scheint wie jeder andere zu sein, man spielt Krocket im Garten und alles ist wie sonst.
Doch Sally wird von Maria aufgefordert, Bill endlich den Laufpass zu geben. Diese sucht Bill in der Bibliothek auf, wo er seine Antritts- und Abdankungsrede für das Oberhaus übt. Sally versucht, ihn davon zu überzeugen, standesgemäß zu heiraten und kehrt dann unglücklich nach Lambeth zurück. In der Zwischenzeit erfährt Bill alles über seine Familie, was „Noblesse oblige“ bedeutet und was es heißt ein wahrer Hareford zu sein.
Bill bittet Sally in einem Telegramm, auf ihn zu warten, denn er möchte alles für sie aufgeben. Sie allerdings möchte sofort wegziehen, um seinem Glück nicht im Wege zu stehen. Doch da hat Sir John einen Plan: Sally verschwindet von der Bildfläche, bevor Bill in Lambeth auftaucht. Unglücklich kehrt Bill nach seinem Ständchen am Laternenpfahl nach Hareford Hall zurück. Maria kommt zu der Einsicht, dass Sally Bill alles bedeutet. Außerdem akzeptiert sie den Heiratsantrag von Sir John und auch Gerald und Jacquie werden nun heiraten. Bill erscheint dann und gibt seinen Entschluss bekannt, dass er hier nicht hergehört und geht packen.
Zu aller Überraschung erscheint nun Sally als perfekte Lady gekleidet. Während sie mit Bill spricht, verbirgt sie ihr Gesicht, doch dann wendet sie sich ihm zu und lüftet ihr Geheimnis. Bills freudiger Aufschrei besiegelt das Happy End!
Und der 2. Akt endet mit einem großen Finale, wobei der Lambeth Walk natürlich nicht fehlen darf.

## Musiknummern
- Das 1937er Musical enthielt acht Songs.
  - A Weekend at Hareford (Ein Wochenende in Hareford)
  - Thinking of No-One But Me (Ich denk ausschließlich an mich)
  - Me and My Girl (Ich und mein Girl)
  - The Family Solicitor (Der Familienanwalt von Hareford Hall)
  - A Domestic Discussion/An English Gentleman (Ein echter Gentleman)
  - You Would, If You Could (Du musst, wenn du kannst)
  - The Lambeth Walk
  - Take it On the Chin (Halte bloß die Ohren steif, ...)
- Noel Gay komponierte für ein Amateur-Revival 1952 zusätzliche Songs,
drei von ihnen fanden Verwendung in der 1985er Londoner Version.
  - Once You Lose Your Heart (Hast dein Herz verloren)
  - The Song of Hareford
  - If Only You Had Cared for Me in der 1986er Broadway-Produktion gestrichen
- Außerdem wurden vier Songs aus anderen 1930er Noel Gay-Shows verwendet.
  - Leaning on a Lamppost (Ich lehne am Laternenpfahl)
  - Love Makes the World Go Round (Liebe bewegt die Welt)
  - Hold My Hand (Hand in Hand)
  - The Sun Has Got His Hat On (Die Sonne ist heut spitze)

## Neuaufführung
In den 1980er Jahren kam es zu einer sehr erfolgreichen Wiederaufnahme des Stückes, die von Noel Gays Sohn produziert wurde. Die Neubearbeitung, die am 12. Februar 1985 im Adelphi Theatre im Londoner West End anlief, brachte es auf 3303 Vorstellungen. Das Buch hierfür schrieb Stephen Fry, die Regie führte Mike Ockrent, in den Hauptrollen waren Robert Lindsay und Emma Thompson zu sehen.

Die Produktion hatte, ebenfalls in der Regie von Mike Ockrent, am 10. August 1986 am Marquis Theater in New York Premiere. Sie wurde am Broadway 1420 Mal aufgeführt.
Die deutschsprachige Erstaufführung fand am 29. Februar 1992 im Landestheater Coburg statt. Regie und Choreografie stammte von Hartmut H. Forche, die Übersetzung entstand in Zusammenarbeit mit Mary Millane. Die deutschsprachigen Liedtexte sind von Joachim Carl (unter Mitarbeit von William Arthur).
Zum 20. Jubiläum der Deutschen Erstaufführung wurde das Stück wiederum am Landestheater Coburg erneut aufgeführt (17. November 2012, Inszenierung: Holger Hauer). Am 7. Oktober 2017 kam eine Neuinszenierung von Me and my Girl am Theater Vorpommern unter der Regie von Kay Link heraus. Am 25. Juni 2022 wurde das Stück in der Leipziger Komödie als Inszenierung von Cusch Jung erneut aufgeführt.

## Verfilmung
Me and My Girl wurde 1940 unter dem Titel The Lambeth Walk verfilmt.

## Auszeichnungen
- Me and My Girl erhielt 1985 den Laurence Olivier Award in der Kategorie Best New Musical
- 1987 wurde die Broadway-Produktion mit Tony Awards in folgenden Kategorie ausgezeichnet:
  -  Bester Hauptdarsteller: Robert Lindsay
  -  Beste Hauptdarstellerin: Maryann Plunkett
  -  Beste Choreographie: Gillian Gregory